# سلژیلین
سلژیلین (به انگلیسی: Selegiline)
رده درمانی: مهارکننده‌های مونوآمین اکسیداز (MAOI)
اشکال دارویی: قرص و پچ پوستی
سلژیلین به عنوان L- deprenyl شناخته می‌شود و با نام‌های تجاری Eldepryl و Emsam نیز فروخته می‌شود، دارویی است که در درمان بیماری پارکینسون و اختلال افسردگی اساسی استفاده می‌شود.

## موارد مصرف

### پارکینسون
سلژیلین جهت کنترل بیماری پارکینسون به تنهایی یا همراه با دیگر داروهای ضد پارکینسون مورد استفاده قرار می‌گیرد. سلژیلین در فرم قرص خود برای درمان علائم بیماری پارکینسون استفاده می‌شود. این دارو اغلب به عنوان مکمل دارویی مانند لوودوپا (L -DOPA) استفاده می‌شود، اگرچه از آن به عنوان تک درمانی هم استفاده شده‌است. دلیل اصلی افزودن سلژیلین به لوودوپا کاهش دوز مورد نیاز لوودوپا و در نتیجه کاهش عوارض حرکتی لوودوپا است. سلژیلین زمان شروع لوودوپا را بین حدود ۱۱–۱۸ ماه به تأخیر می‌اندازد. برخی شواهد نشان می‌دهد که سلژلین به عنوان محافظ عصبی عمل می‌کند و سرعت پیشرفت بیماری را کاهش می‌دهد، اگرچه این مورد بحث است.سلژیلین همچنین به عنوان یک درمان کمکی برای زوال عقل در بیماری آلزایمر ، خارج از برچسب استفاده شده‌است.

### افسردگی
فرم پچ ترنس‌درمال این دارو جهت درمان افسردگی اساسی توسط آژانس غذا و دارو آمریکا تأیید شده‌است.سلژلین همچنین از طریق یک پچ ترانس درمال به عنوان درمانی برای اختلال افسردگی اساسی استفاده می‌شود . تجویز سلژلین ترانس درمال متابولیسم عبور اول کبدی را دور می‌زند. با این کار از مهار فعالیت MAO-A در دستگاه گوارش و کبد و در نتیجه افزایش سطح خونی تیرامین ناشی از غذا و اثرات سو احتمالی جلوگیری می‌شود، در حالی که مقدار کافی سلژیلین برای اثر ضد افسردگی به مغز می‌رسد.

### اختلال نقص توجه بیش فعالی
سلژیلین در اختلال بیش فعالی و کمبود توجه (ADHD) استفاده شده‌است.

### اسکیزوفرنی
سلژیلین می‌تواند به عنوان یک مکمل در کنار داروهای ضدروانپرشی، برای درمان علائم منفی اسکیزوفرنی اثربخش باشد.البته به علت احتمال تشدید علایم سایکوز و عوارض جانبی با احتیاط مصرف شود.

## مصرف در بارداری
سلژیلین برای تمام مصارف انسانی و انواع مختلف آن، نوع C بارداری است: مطالعات انجام شده روی حیوانات آزمایشگاهی باردار اثرات نامطلوبی بر روی جنین نشان داده‌است اما هنوز مطالعات کافی در مورد انسان وجود ندارد.

## مکانیسم اثر
سلژیلین با مهار آنزیم مونو آمین اکسیداز در مغز موجب مهار تجزیه دوپامین، سروتونین، نور اپی نفرین و سایر مونوآمین‌ها می‌شود. مهارکننده‌های مونوآمینو اکسیداز که در درمان پارکینسون بکار می‌روند مانند سلژیلین برای MAO-B اختصاصی هستند که برای ۸۰٪ فعالیت MAO در گانگلیون پایه محسوب می‌شود هرچند در دوزهای بالاتر MAO-A را نیز مهار می‌کنند. در دوزهای بالینی معمول که برای بیماری پارکینسون استفاده می‌شود، سلژیلین یک مهارکننده انتخابی و برگشت‌ناپذیر مونوآمین اکسیداز B (MAO-B) است و باعث افزایش سطح دوپامین در مغز می‌شود. در دوزهای بیشتر (بیش از ۲۰ میلی‌گرم در روز)، اختصاصیت خود را برای MAO-B از دست می‌دهد و همچنین باعث مهار MAO-A می‌شود، که باعث افزایش سطح سروتونین و نوراپی نفرین در مغز می‌شود. یکی از متابولیت‌های سلژیلین انانتیومر چپ‌گرد مت‌آمفتامین است و ممکن است تست اعتیاد به شیشه را مثبت کاذب نشان دهد.

## عوارض جانبی
از عوارض جانبی فرم قرص همراه با لوودوپا می‌توان به ترتیب کاهش فرکانس، حالت تهوع، توهم، گیجی، افسردگی، از دست دادن تعادل، بی‌خوابی، افزایش حرکات غیرارادی، تحریک پذیری، ضربان قلب آهسته یا نامنظم، هذیان، فشار خون جدید، آنژین صدری و سنکوپ. بیشتر عوارض جانبی به دلیل سیگنالینگ دوپامین بالا است و می‌تواند با کاهش دوز لوودوپا برطرف شود. عوارض جانبی اصلی فرم پچ برای افسردگی شامل واکنش در محل استفاده، بی خوابی، اسهال و گلودرد است. سلژیلین در مورد احتمال افزایش خطر خودکشی، به ویژه برای جوانان همانند سایر داروهای ضد افسردگی از سال ۲۰۰۷ تاکنون هشدار جعبه سیاه دارد.

### تداخلات داروئی و غذائی
این داروها اصولاً به علت خطر تداخل با سایر داروها و غذاها مانند پنیر پرعارضه‌اند، هرچند بروز چنین عوارضی در دوز مشخص (کم‌تر از ۱۰ میلی‌گرم یا فرم پچ ترنس درمال) از سلژیلین نادر است ولی با افزایش دوز دارو، سلژیلین مانند تمام مهارکننده‌های آنزیم مونو آمین اکسیداز با غذاهای حاوی تیرامین مانند پنیر، کالباس، سوسیس، کنسرو ماهی، لوبیا، انگور، موز، نوشابه‌های حاوی کولا، کاکائو و آبجو تداخل خواهد داشت.
سلژیلین با اکثر داروهای سروتونرژیک مانند داروهای مهارکننده اختصاصی سروتونین، ضد افسردگی‌های سه‌حلقه‌ای و دکسترومتورفان (داروهای ضدسرفه)، ترامادول و متادون تداخل دارد و ممکن است منجر به بروز سندرم سروتونین شود. سلژیلین در ترکیب با داروی ضد درد پتیدین توصیه نمی‌شود، زیرا می‌تواند منجر به عوارض جانبی شدید شود. چندین مخدر مصنوعی دیگر مانند ترامادول و متادون و همچنین تریپتان‌های مختلف، به دلیل وجود سندرم سروتونین منع مصرف دارند.

### سایر عوارض
سرگیجه، خشکی دهان، دردهای عضلانی، تهوع واستفراغ، درد قفسه سینه، بی‌خوابی.